# یوزف ساتلر

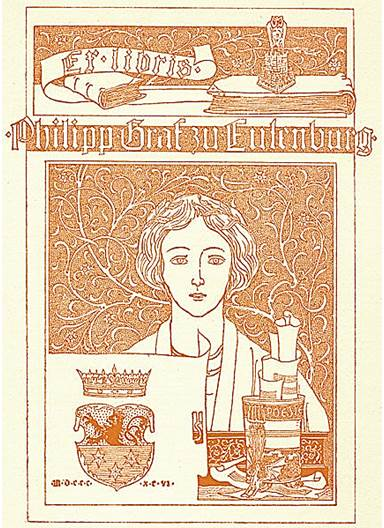
صفحۀ کتاب طراحی شده برای فیلیپ، شاهزادۀ اویلنبورگ

یوزف ساتلر (به آلمانی: Joseph Sattler)؛ (زادۀ ۲۰ ژوئیهٔ ۱۸۶۷ میلادی – درگذشتۀ ۱۲ مهٔ ۱۹۳۱ میلادی) نقاش اهل آلمان، هنرمند طراح نشان کتب‌چاپی و تصویرگر آر نُوو بود. او بیشتر به خاطر آثارش که در مجلهٔ پان منتشر شد، شناخته شده‌ است.

## زندگی‌نامه
پس از شاگردی به عنوان نقاش و مطلا‌کار در لاندسهوت، در آکادمی هنرهای زیبای مونیخ تحصیل کرد و به یک هنرمند آزاد تبدیل شد. او طیف گسترده‌ای از مطالب گویا را تولید کرد و مدت کوتاهی برای «رایشس‌دروکرای» (دفتر چاپ امپراتوری) کار کرد. دوستی قدیمی با لئون هورنکر او را در سال ۱۸۹۱ میلادی به مدرسۀ هنرهای تزئینی در استراسبورگ سوق داد، جایی که برای مدت کوتاهی به عنوان مربی طراحی کار کرد. پس از آن توانست آثار خود را زیر نظر شارلز اسپیندلر منتشر کند و با حمایت گوستاو استوسکوپف در سالن پاریس شرکت کند. در سال ۱۸۹۴ میلادی، مجلۀ لا پلوم از او دعوت کرد تا آثارش را در موزۀ هنرهای تزئینی برلین به نمایش بگذارد.
سه سال بعد، او «نیبلونگن‌شریفت» (یک فونت تایپ) را طراحی کرد، که برای اثر تاریخی او «نیبلونگن» که در نمایشگاه جهانی (۱۹۰۰) به نمایش درآمد استفاده شد. از این اثر تنها ۲۰۰ نسخه تا کنون چاپ شده‌ است. او همچنین یک فونت آر نُوو آشنا ابداع کرد که به نام او نامگذاری شده‌ است. او در سال ۱۹۰۴ میلادی به استراسبورگ بازگشت و در سال ۱۹۱۷ میلادی به عنوان استاد دانشگاه منصوب شد. پس از جنگ به مونیخ نقل مکان کرد و در آنجا با خواهرش زندگی کرد و به تحصیل چاپ سنگی پرداخت. علاوه بر پان (یکی از پوسترهای او در استادان پوستر منتشر شد)، بسیاری از تصویرسازی‌های او در مجلۀ زیمپلیتسیسیموس چاپ شدند.

## آثار برخط
- «یک رقص مدرن مرگ: در ۱۶ صحنه»، یکی از تنها ۱۰۰ نسخهٔ شماره گذاری شده. اشتارگارد، برلین ۱۹۱۲ میلادی، (نسخۀ دیجیتالی‌شده توسط دانشگاه و کتابخانۀ دولتی دوسلدورف).